# Августа-Раурика
Августа-Раурика (лат. Augusta Raurica або Colonia Augusta Rauracorum) — давньоримське місто, наразі археологічний музей просто-неба у Швейцарії, що розташований приблизно за 20 км на від схід Базеля поблизу сіл Аугст і Кайзераугст, це найстаріша з відомих римських колоній на Рейні.
Августу-Раурику засновано близько 44 року до н. е. Луцієм Мунацієм Планком на території галльського племені рауриків, що були гельветами. У перші століття нашої ери це було процвітаюче поселення, у свої славні часи —  центр римської провінції. Ймовірно, населення складало 20000 осіб. Алеманські племена зруйнували місто приблизно у 260 році н. е.
У Середні віки: Багато каміння старих будівель було використано знову. В результаті археологічних розкопок знайдено храми, таверни, громадські будівлі, форум, лазні, комплекс римського театру, найбільшого з розташованих на північ від Альп, місткістю 10 000 місць.
Римський музей містить важливі археологічні знахідки і розповідає про історію римського міста. Крім музею, у комплексі є додаткові виставкові зони і більше 20 пам'яток. Найважливіша експозиція — скарбниця срібла Кайзераугста.

## Ресурси Інтернету
- Official website